# Interlink Airlines
Interlink Airlines es una aerolínea con base en Johannesburgo, Sudáfrica. Comenzó a operar en 1997 y efectúa vuelos regulares, así como vuelos chárter, servicios sanitarios y transporte VIP en el sur de África así como el resto del continente africano. La aerolínea efectúa vuelos regulares a ciudades de Sudáfrica, así como a Buyumbura, Burundi y Jeddah, Arabia Saudita. La aerolínea ofrece un servicio completo. Su principal base es el Aeropuerto Internacional de Johannesburgo, en Johannesburgo.

## Destinos
Interlink Airlines efectúa vuelos de cabotaje regulares a los siguientes destinos (en marzo de 2008):
- Doméstico 
  - Ciudad del Cabo
  - Durban
  - Johannesburgo
  - Kruger National Park
- Internacional
  - Buyumbura
  - Jeddah

## Flota
La flota de Interlink Airlines incluye las siguientes aeronaves (a 1 de diciembre de 2010):
- 1 Boeing 737-200
- 1 Embraer 120

A 16 de enero de 2009, la media de edad de la flota de Interlink Airlines es de 25,6 años.